# Patrick Rambaud
Patrick Rambaud (født 21. april 1947 i Paris) er en fransk forfatter, der i 1997 fik Goncourtprisen for romanen La Bataille.